# Literatura en azerí

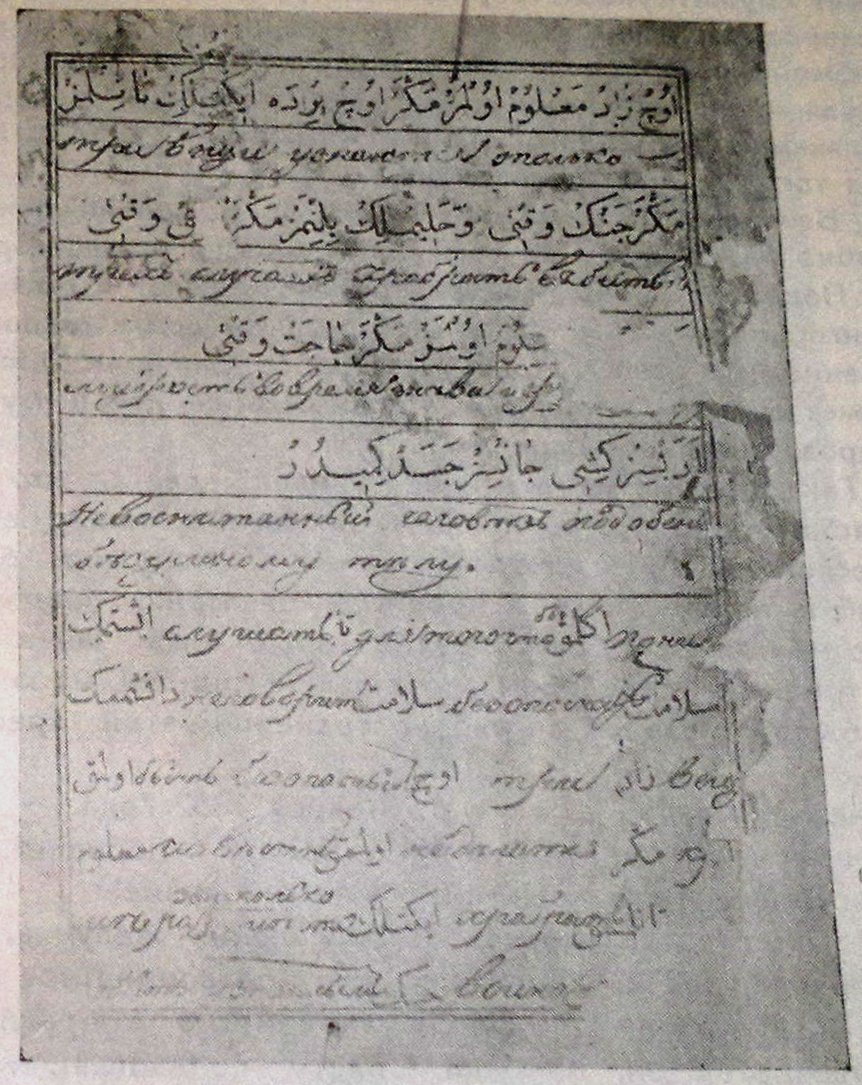
Libro en azerí del.

Literatura en azerí (en azerí: Azərbaycan ədəbiyyatı) es la literatura escrita en idioma azerí, una lengua túrquica del Cáucaso que en la actualidad es la lengua oficial de la República de Azerbaiyán y es además la primera lengua de millones de personas en el territorio del Azerbaiyán iraní.
Se escribe con el alfabeto azerí (latino); en Irán se utiliza el alfabeto árabe en su variante persa. En la época soviética se utilizaba el alfabeto cirílico, que continúa circulando en Rusia.
La literatura clásica azerí surgió en el siglo XI, basada en los dialectos de Tabriz y Shirvan. La literatura moderna de Azerbaiyán está basada en el dialecto shervaní, mientras que en Irán se basa en el tabrizí.  Durante el período presoviético, el azerí fue usado como lingua franca en muchas partes de Transcaucasia, Daguestán del Sur, Anatolia Oriental y el Azerbaiyán iraní.
En 1875 se publicó el primer periódico en azerí, Əkinçi (akinchi).
A mediados del siglo XIX la literatura en azerí se enseñaba en las escuelas de Bakú, Ganja, Saki, Tiflis, y Ereván. Desde 1845 se puede estudiar en la Universidad de San Petersburgo (Rusia).

## Las dos tradiciones de la literatura azerí
A lo largo de la mayor parte de su historia, la literatura azerí ha estado dividida en dos tradiciones bastante distintas, sin que ninguna ejerciese una gran influencia en la otra hasta el siglo XIX. La primera de estas dos tradiciones es la literatura popular azerí y la segunda es la tradición escrita. 
Una de las principales diferencias entre estas dos tradiciones es el lenguaje empleado, estando el lenguaje de la tradición popular libre de influencias de las literaturas persa y árabe y, en consecuencia, del influjo de estas dos lenguas. En la poesía popular, el género dominante de esta tradición, esto tuvo dos importantes consecuencias en el estilo:
- la métrica empleada en la poesía popular era cuantitativa, es decir, de verso silábico, frente a la cualitativa empleada en la tradición escrita;
- el cuarteto (en azerí: «dördmisralı») se convirtió en la unidad estructural básica de la poesía popular, en lugar del pareado (en azerí: «beyt»), más empleado en la tradición escrita.

Además, la poesía popular azerí siempre estuvo íntimamente unida a la canción, de hecho, la mayoría de los poemas fueron expresamente compuestos para ser cantados, por lo que son inseparables de la música folclórica azerí.
Por otra parte, la influencia de la literatura persa y árabe se puede retrotraer hasta la época selyúcida, a finales del siglo XI hasta el siglo XIV, en el que la lengua administrativa era el persa, más que el túrquico. Así, un poeta de la corte como Dehhanî —que sirvió bajo el sultán Kaikubad I en el siglo XIII— escribía en un lenguaje plagado de palabras persas.
Tras la aparición del Imperio safávida, a principios del siglo XIV, se continuó esta tradición en el Azerbaiyán iraní. Las formas estándar de la poesía escrita —ya que la poesía también era la forma literaria dominante de la tradición escrita— derivaron directamente de la tradición literaria persa (el gazal, en azerí: «qəzəl», en persa: «غزل»‎; el masnavi, en azerí: «məsnəvî», en persa: «مثنوی»‎) o, a través del persa, de la tradición árabe (la casida, en azerí: qəsîde, en árabe: «قصيده»‎).
Pero la decisión de adoptar estas formas poéticas implicó otras dos consecuencias importantes:
- se adoptó la métrica persa (en azerí: «aruz»);
- se introdujeron gran número de palabras persas y árabes en el azerí, ya que las palabras turcas no suelen funcionar bien con este tipo de métrica.

El tipo de literatura, influenciado por el farsí y el árabe pasó a ser conocido como «literatura de diván» (en azerí: «divan ədəbiyatı»), siendo «dîvân» (en árabe: «ديوان»‎, en español se podría traducir como «antología») la palabra azerí para referirse a las obras reunidas de un poeta.

## Literatura popular azerí
La literatura popular azerí está profundamente enraizada en la tradición oral de los pueblos nómadas de Asia central. Sin embargo, en los temas tratados, la literatura popular azerí refleja problemas específicos a los pueblos sedentes que han abandonado el nomadismo. Un ejemplo son una serie de cuentos populares que rodean la figura de Keloğlan, un chico joven con sus dificultades para obtener una esposa, ayudando a su madre a mantener la casa de la familia intacta y tratando los problemas causados por los vecinos. Otro ejemplo es la misteriosa figura de Nasreddin, un pícaro, a menudo protagonista de bromas, chanzas, anécdotas o aventuras.
Nasreddin también refleja otro cambio significativo que ocurrió en la cultura azerí entre el nomadismo de los pueblos túrquicos y su asentamiento en Anatolia y Azerbaiyán: Nasreddin es un imán musulmán. Los pueblos túrquicos se convirtieron al islamismo en algún momento entre los siglos IX y X, como evidencia la clara influencia islámica en la obra Kutadgu Bilig (en español, «Sabiduría de la gloria real»), escrita por Yusuf Jas Hayib durante la dinastía karajánida en el siglo XI. En adelante, la religión pasó a ejercer una enorme influencia en la sociedad y la literatura túrquica, especialmente los misticismos sufí y chií. 
La influencia sufí, por ejemplo, se siente claramente no sólo en los relatos sobre Nasreddin, sino también en las obras de Yunus Emre, una de las grandes figuras de la literatura túrquica, un poeta que vivió entre finales del siglo XIII y principios del XIV, probablemente en el beylicato de los karamánidas, situado en el suroeste de Anatolia. La influencia chií, por otra parte, se percibe en la extensa tradición de los aşıq u ozan, que son aproximadamente equivalente a los trovadores europeos, que tradicionalmente han tenido una estrecha relación con los alevitas, que puede considerarse algo parecido a una variedad local túrquica del islam chií. Sin embargo, es importante tener en cuenta que no se puede hacer una división clara entre sufí y chií en la cultura túrquica; por ejemplo, hay quien considera que Yunus Emre es un alevita, mientras que la tradición túrquica del aşık/ozan está imbuida del pensamiento de la orden sufí Bektashi, que a su vez es una mezcla de conceptos sufíes y chiíes. La palabra aşıq (literalmente, «amante») es de hecho el término empleado para los miembros de primer nivel de la orden Bektashi.
Debido a que la literatura popular azerí se extiende más o menos ininterrumpida desde los siglos XIII-XV hasta nuestros días, quizás es mejor considerarla desde el punto de vista del género. Hay tres géneros básicos: la épica, la poesía y el folclore.

### La tradición épica
La épica túrquica tiene sus raíces en la tradición épica del Asia central, la misma que produjo el Libro de Dede Korkut. Esta forma literaria se desarrolló desde las tradiciones orales de los tucos oghuz, una rama de los pueblos túrquicos que emigró hacia el Asia sudoccidental y la Europa oriental a través de la Transoxiana a comienzos del siglo IX. El Libro de Dede Korkut se mantuvo en la tradición oral de los turcos oghuz tras su asentamiento en Azerbaián y Anatolia, convirtiéndose en un elemento central en la tradición épica azerí durante varios siglos.
El Alpamysh es una poesía épica anterior. Además, se puede mencionar el poema épico de Köroğlu (en español, «hijo del ciego»), contiene las aventuras de Rüşen Ali en su venganza contra los que habían cegado a su padre. Los orígenes de este poema épico son algo más misteriosos que los del Libro de Dede Korkut: hay quien cree que se escribió en Azerbaiyán entre los siglos XV y XVII; sin embargo, estudios más fiables parecen indicar que es tan antiguo como el Libro de Dede Korkut, datando de principios del siglo XI. El asunto se complica más si se tiene en cuenta que Köroğlu es también el nombre de un poeta de la tradición aşık/ozan.

### Poesía popular
La poesía de la literatura popular azerí, muy influenciada por el pensamiento islámico sufí y chií, ha mantenido como elemento central de su tradición aşık/ozan la canción. El desarrollo de la poesía popular túrquica comenzó en el siglo XIII con la aparición de autores como Yunus Emre, Sultan Valad y Şeyyâd Hamza, pero el impulso definitivo llegó el 13 de mayo de 1277 cuando Karamanoğlu Mehmet Bey declaró el túrquico la lengua oficial del poderoso Beylicato de Karaman; en consecuencia, muchos de los poetas populares posteriores procederán de esa región.
Existen básicamente dos corriente principales en la poesía popular azerí: 
- el aşık/ozan, que a pesar de estar muy influido por la religión, proviene de una tradición secular en su mayor parte;
- la poesía estrictamente religiosa, que emerge en los lugares de reunión de las órdenes religiosas sufíes y de grupos chiíes, denominados tekke.

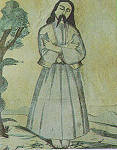
Kaygusuz Abdal.

La mayor parte de la poesía y la canción aşık/ozan, siendo exclusivamente oral hasta el siglo XIX, permanece anónima. Existen sin embargo unos pocos nombres famosos que han sobrevivido junto a su obra: el ya mencionado Köroğlu (del siglo XVI), que es uno de los últimos grandes aşık antes de que la tradición decayese hasta finales del siglo XIX; y varios otros. Los aşıks eran básicamente juglares que viajaban por Anatolia interpretando sus canciones acompañadas del bağlama, una especie de mandolina, cuyas cuerdas emparejadas en grupos de dos tienen un significado religioso en la cultura aleví/bektashi. A pesar de esta decadencia hasta finales del siglo XIX, los aşık han experimentado un importante renacimiento en el siglo XX gracias a importantes autores como Aşık Veysel Şatıroğlu (1894–1973), Aşık Mahzuni Şerif (1938–2002), Neşet Ertaş (1938–2012) y muchos otros.
La tradición popular, explícitamente religiosa de la poesía del tekke comparte una base similar a la del aşık/ozan en que los poemas generalmente eran cantados en reuniones, en este caso religiosas, siendo comparables a los himnos religiosos occidentales. Por otra parte, una de las principales diferencias con la tradición aşık/ozan es que la poesía religiosa fue escrita desde sus comienzos. Esto se debe a que los poemas eran producidos por figuras religiosas reverenciadas en el ambiente intelectual y literario del tekke, al contrario que el aşık, que se movía en un medio analfabeto. Las principales figuras de la poesía del tekke fueron Yunus Emre (1240?–1320?), una de las figuras más importantes de la literatura turca; Süleyman Çelebi (?–1422), que escribió un poema muy popular, el Vesîletü'n-Necât (وسيلة النجاة, en español, «Los medios de salvación», pero conocido habitualmente como el Mevlid), que trata del nacimiento del profeta Mahoma; Kaygusuz Abdal (1397–?), habitualmente considerado el fundador de la literatura aleví/bektashi; y Pir Sultan Abdal (?–1560), que se considera el punto culminante de este tipo de literatura.

### Folclore

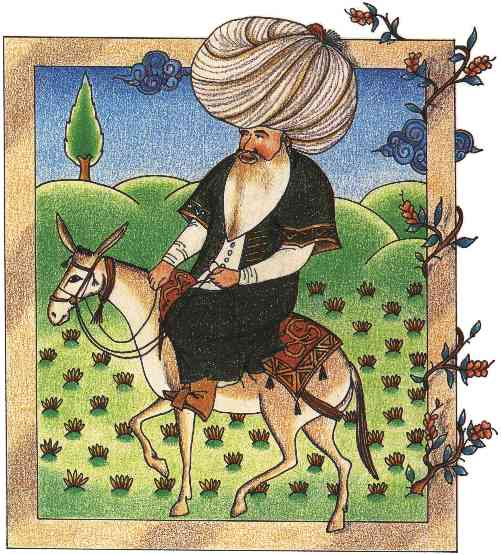
Nasreddin Hoca.

La tradición del cuento popular en lenguas túrquicas es muy rico. Quizás la figura más popular dentro de esta tradición es el ya mencionado Nasreddin. Generalmente se presenta como una persona que, a pesar de parecer algo tonto a los que tratan con él, acaba probando que posee una sabiduría especial propia:

Un día el vecino de Nasreddin la pregguntó,

— Maestro, ¿tienes vinagre de cuarenta años?

— Si, tengo. — Respondió Nasreddin.

— ¿Puedes darme algo? — preguntó el vecino. — Lo necesito para hacer un ungüento.

— No, no te puedo dar. — respondió Nasreddin. — Si diera mi vinagre de cuarenta años a cualquiera que quisiese tenerlo, no lo hubiese conservado cuarenta años, ¿no crees?

Similar a la ingeniosidad de Nasreddin y surgiendo de un medio religioso similar, son las chanzas bektashi, en las que los miembros de la orden religiosa de los bektashi —representados por un personaje llamado simplemente «Bektaşi»— se representan con una sabiduría poco habitual y poco ortodoxa, que a menudo desafía los valores del Islam y la sociedad.

## Literatura safávida
Las dos principales corrientes de la literatura safávida escrita fueron la poesía y la prosa. De las dos, la poesía —específicamente el diván— era con diferencia la dominante. Además, debe notarse que hasta el siglo XIX la prosa safávida no incluía ejemplos de ficción; es decir, no hubo equivalentes a, por ejemplo, el libro de caballería, el cuento o la novela, aunque, hasta cierto punto, géneros análogos existían tanto en la tradición popular turca, como en la poesía del diván.

### La poesía del diván

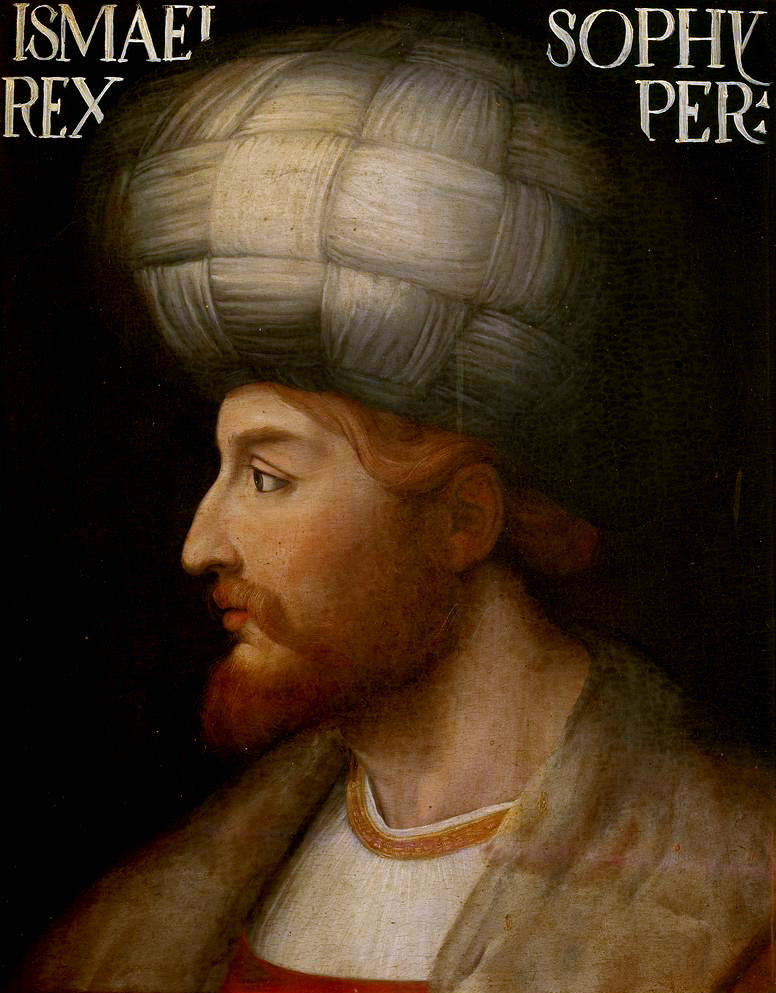
Ismail I, shah del Imperio safávida y poeta prolífico, que contribuyó en sobremanera al desarrollo literario del azerí.

La poesía del diván safávida era un arte muy ritualizado y simbólico. Desde la poesía persa que la inspiraba en gran medida, heredó una plétora de símbolos cuyos significados y relaciones estaban más o menos prescritos, tanto por similitud (en persa: «مراعات نظير»‎, en azerí: «mura'ât-i nazîr»; en persa: «تناسب»‎, en azerí: «tenâsüb»), como por oposición (en persa: «تضاد»‎, en azerí: «tezâd»). Ejemplos de símbolos prevalentes que se oponen unos a otros incluyen entre otros:
- el ruiseñor (en persa: «بلبل»‎, en azerí: «bülbül») — la rosa (en persa: «ﮔل»‎, en azerí: «gül»)
- el mundo (en persa: «جهان»‎, en azerí: «cihan»; en persa: «عالم»‎, en azerí: «‘âlem») — el jardín de rosas (en persa: «ﮔﻠﺴﺘﺎن»‎, en azerí: «gülistan»; en persa: «ﮔﻠﺸﻦ»‎, en azerí: «gülşen»)
- el asceta (en persa: «زاهد»‎, en azerí: «zâhid») — el derviche (en persa: «درويش»‎, en azerí: «derviş»)

Como sugiere la oposición entre «el asceta» y el derviche», la poesía del diván —al igual que la poesía popular azerí— estuvo muy influenciada por el chiismo. Sin embargo, uno de las principales características del diván azerí —al igual que en la poesía persa anterior— fue el elemento místico sufí, con un elemento profano e incluso erótico. Así, la pareja de «el ruiseñor» y «la rosa» sugiere simultáneamente dos relaciones distintas:
- la relación entre el amante fervoroso («el ruiseñor») y el amado inocente («la rosa);
- la relación entre el practicante individual del sufismo (caracterizado a menudo en el sufismo como un amante) y Dios (que es considerado la fuente y objeto último de amor).

De forma similar, «el mundo» se refiere simultáneamente al mundo físico y al mundo como cuna de la pena y de la impermanencia, mientras que «el jardín de rosas» se refiere, por una parte, literalmente a un jardín de rosas, como al cielo. «El ruiseñor», el amante sufriente, a menudo está situado tanto literalmente como figurativamente en «el mundo», mientras que «la rosa», el amado, está en «el jardín de rosas».
La poesía del diván otomana y safávida se influenciaron mutuamente, un desarrollo que se mantuvo en los más de quinientos años de evolución del género y cuyo estudio, según el otomanista Walter G. Andrews, todavía está en su infancia, en el que todavía falta una división clara en movimientos y periodos. Inicialmente predominó la influencia persa, pero disminuyó con la aparición de poetas como el azerí Nesîmî (¿?–¿1417?) y el uigur Nizām-al-Din (1441–1501), que ofrecieron fuertes argumentos a favor del estatus poético de las lenguas túrquicas frente al muy venerado persa. En parte como resultado de estos argumentos, el diván, en su época de esplendor del siglo XVI al XVIII, mostraba un equilibrio de elementos persas y túrquicos, hasta que la influencia persa pasó a ser predominante de nuevo a principios del siglo XIX. A pesar de que el diván azerí ha estado inspirado e influenciado en gran media por la poesía clásica persa, sólo un estudio superficial puede considerar a los autores azeries y turcos como imitadores ciegos de los persas, como ha sido considerado alguna vez. Un vocabulario limitado y una técnica común, la misma imaginería y temas, basados principalmente en fuentes islámicas, fue compartido por todos los poetas del mundo islámico.

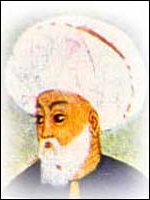
Fuzûlî (¿1483?–1556), un poeta de diván de origen azerí.

A pesar de una falta de certeza en los movimientos y periodos de la poesía del diván, algunos estilos claramente diferenciados son obvios y pueden ejemplificarse en diversos poetas:
- Fuzûlî (¿1483?–1556), un poeta único que escribió con igual habilidad en azerí, persa y árabe y cuya influencia no solo se dejó notar en la literatura azerí, sino también en la persa.
- Bâkî (1526–1600), un poeta de gran poder retórico y sutilidad lingüística, cuyo talento reside en el uso de tropos del diván tradicional, es el mejor representante de la poesía de la época de Solimán el Magnífico.
- Nef'î (¿1570?–1635), poeta considerado el maestro de las casida (una especie de panegírico), además de ser conocido por sus ásperos poemas satíricos, que provocaron su ejecución.
- Nâbî (1642–1712), poeta que escribió una serie de poemas de carácter social, críticos con el estancamiento contemporáneo del Imperio otomano.
- Nedîm (¿1681?–1730), poeta revolucionario del Periodo de los tulipanes de la historia otomana, que introdujo un lenguaje elitista y abstruso en la poesía, con numerosos elementos más simples y populistas.
- Şeyh Gâlib (1757–1799), de la orden sufí de los derviches giradores, cuyo trabajo es considerado la culminación del barroco «estilo indio» (en persa: «سبك هندى»‎, en azerí: «sebk-i hindî»).

La gran mayoría de la poesía de diván era de naturaleza lírica: bien gazal, que forma la mayor parte del repertorio tradicional, bien casidas. Sin embargo, habitualmente también se empleaban otros géneros, particularmente el mesnevî, una especia de novela de caballería y, como tal, una variante de la poesía narrativa. Los dos ejemplos más notables de este tipo son Leyli y Mejnun (en persa: ليلى و مجنون‎, en azerí: Leylî vü Mecnun) de Fuzûlî y Hüsn ü Aşk (en persa: حسن و عشق‎, «Belleza y amor») de Şeyh Gâlib.

## Época clásica
El primer nombre de autor conocido de la literatura en azerí fue Izzeddin Hasanoglu, que escribió divanes compuestos de gazales en azerí y farsí. En los gazales en persa empleó un seudónimo, mientras que los gazales túrquicos fueron compuestos bajo su propio nombre, Hasanoghlu.

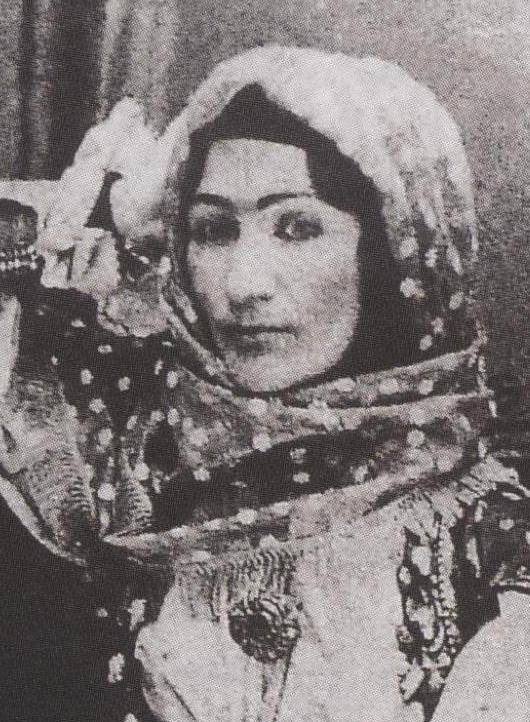
Jurshidbanu Natavan fue la hija de Mehdi Gulu-jan, el último gobernante del Janato de Karabaj (1748–1822). Es considerada uno de los mejores poetas líricos de Azerbaiyán.

Durante siglo XIV, Azerbaiyán estuvo bajo el control de Kara Koyunlu y Ak Koyunlu, dos confederaciones tribales túrquicas. Entre los poetas de este periodo se pueden mencionar a Kadi Burhan al-Din, Haqiqi (seudónimo de Jahān Shāh) y Habibi. A finales del siglo XIV también comenzó elperiodo de actividad literaria de Imadaddin Nesimi, uno de los más importantes poetas místicos hurufís túrquicos de finales del siglo XIV y principios del XV, y uno de los más prominentes maestros del primer diván en lenguas túrquicas, que también escribió poesía en persa y árabe.
El diván y el gazal, introducidos por Nesimi en la poesía azerí en el siglo XV, fueron desarrollados por los poetas Qasem-e Anvar, Fuzuli y Jatai (seudónimo del shah safávida Ismail I).
El libro Dede Qorqud, que consiste en dos manuscritos copiados en el siglo XVI, no fue escrito antes del siglo XV. Es una colección de doce historias que reflejan la tradición oral de los nómadas oghuz. Debido a que el autor busca las gracias tanto de los Ak Koyunlu, como de los gobernantes otomanos, se ha sugerido que se trata de alguien que vivía entre ambos países. Geoffery Lewis cree que un substrato más antiguo de estas tradiciones orales se refiere a conflictos entre los antiguos oghuz y sus rivales turcos en Asia central (los pachenegos y los kipchacos); sin embargo este substrato ha sido revisto de referencias a las campañas del siglo XIV de la confederación de tribus túrquicas Ak Koyunlu contra los georgianos, los abjasos y los griegos pónticos de Trebisonda.
Mehmet Sulaymān Fuzûlî produjo en el siglo XVI sus intemporales gazales, líricos y filosóficos, en árabe, persa y azerí. Beneficiándose de las grandes tradiciones literarias en su alrededor y construyendo sobre el legado de sus predecesores, Fuzûlî se convirtió en una de las principales figuras literarias de su sociedad. En el siglo XVI la literatura en azerí floreció, desarrollando el género poético del ashik (en azerí: aşıq), generalmente representado por bardos. Durante este mismo periodo, bajo el seudónimo de Jatāī (en árabe: خطائی‎, «pecador»), el sah Ismail I escribió unos 1400 versos en azerí, que más tarde fueron publicados en un diván. Un estilo literario único, conocido como qoshma (en azerí: qoşma, «improvisación»), también apareció en esta época, desarrollado por Ismail I y su hijo y sucesor, Tahmasp I.
Durante los siglos XVII y XVIII, los géneros de Fuzûlî, así como la poesía ashik, fueron desarrollados por poetas y escritores como Qovsi Tabrizi, el sah Abbas Sani, Agha Mesih Shirvani, Nishat, Molla Vali Vidadi, Molla Panah Vagif, Amani, Zafar y otros.
Junto con otros pueblos túrquicos, especialmente turcomanos y uzbecos, los azeríes también reverencian la leyenda épica de Köroğlu (en azerí: kor oğlu, «el hijo del ciego»), un héroe legendario o un «noble bandido», del estilo Robin Hood. Varias versiones del poema épico de Köroğlu permanecen en la Academia Nacional de Ciencias de Azerbaiyán.

## Desde elsigloXIX
La literatura en azerí del siglo XIX se vio profundamente afectada por la conquista rusa del actual territorio de la República de Azerbaiyán como resultado de las guerras ruso-persas, que la separaron de Persia.

### Literatura soviética en azerí
Como parte de la Unión Soviética, especialmente bajo en gobierno de Stalin, los escritores azeríes que no se adaptaban a la línea del partido fueron perseguidos. Los bolcheviques buscaban destruir a la élite intelectual nacionalista que se había formado durante la efímera existencia de la República Democrática de Azerbaiyán y, en la década de 1930, muchos escritores e intelectuales se convirtieron básicamente en portavoces de la propaganda del régimen soviético.
A pesar de ello, los hubo que no siguieron la línea del partido en sus escritos. Entre ellos estaban Mahammad Hadi, Abbas Sahhat, Huseyn Javid, Abdulla Shaig, Jafar Jabbarly y Mikayil Mushfig, que en su búsqueda de formas de resistencia se volvieron hacia los métodos clandestinos de sufismo, que enseña la disciplina espiritual como una forma de combatir la tentación.
Tras la llegada al poder de Nikita Jrushchov en 1953, tras la muerte de Stalin, la presión propagandística comenzó a disminuir y los escritores buscaron nuevas direcciones, especialmente la prosa constructiva que pudiese convertirse en fuente de esperanza para una población bajo un régimen totalitario.

### Literatura iraní en azerí
Uno de los poemas más importantes de la literatura en azerí posterior a la II Guerra Mundial es el Heydar Babaya Salam («Saludos a Heydar Baba»), escrito por el poeta iraní Mohammad-Hossein Shahriar. El poema, publicado en Tabriz en 1954 y escrito en un lenguaje coloquial, hace referencia a una colina llamada Heydar Baba, cerca de Joshknab, la aldea natal del autor. En él, Shahriar expresa su identidad azerí, ligada a su patria, su lengua y su cultura. El poema rápidamente se popularizó entre los azeríes iraníes y de la República de Azerbaiyán.
A principios de la década de 1990, el gobierno iraní disminuyó las restricciones a la publicación de textos en azerí, lo que resultó en lo que Brenda Shaffer ha descrito como un renacer literario. Los autores azeríes modificaron su escritura persa para adaptarlo mejor al idioma y añadieron símbolos para nuevas vocales con la esperanza de mejorar la alfabetización y el uso del lenguaje escrito. La revista azerí Yol fue fundada en esta época, pero fue cerrada dos años después, cuando el régimen iraní presuntamente se sintió amenazado por su popularidad.

### Literatura en la República de Azerbaiyán
La situación de los intelectuales en la República de Azerbaiyán es delicada. La censura oficial fue abolida en 1998, pero desde entonces se han empleado diversos otros métodos para reprimir la libertad de expresión y de prensa. En 2009 se aprobaron leyes restringiendo la grabación de vídeo y la realización de fotos por parte de periodistas. Se han presentado decenas de denuncias penales —por difamación y otras razones— contra periodistas, blogueros y defensores de derechos humanos.
Uno de los autores azeríes más conocidos es Akram Aylisli, que ha pasado de ser considerado un «clásico vivo» a ser «enemigo de la nación» tras la publicación en 2012 de su libro Sueños de piedra, que trata sobre el genocidio armenio. Tras la publicación, el ministerio de educación ordenó borrar la mención de sus obras de los libros escolares y prohibió la representación de sus obras de teatro; además, se le retiraron todos los premios y honores y se quemaron sus libros en manifestaciones. También su mujer y su hijo sufrieron las consecuencias, perdiendo ambos el trabajo

## Influencias en la literatura en azerí

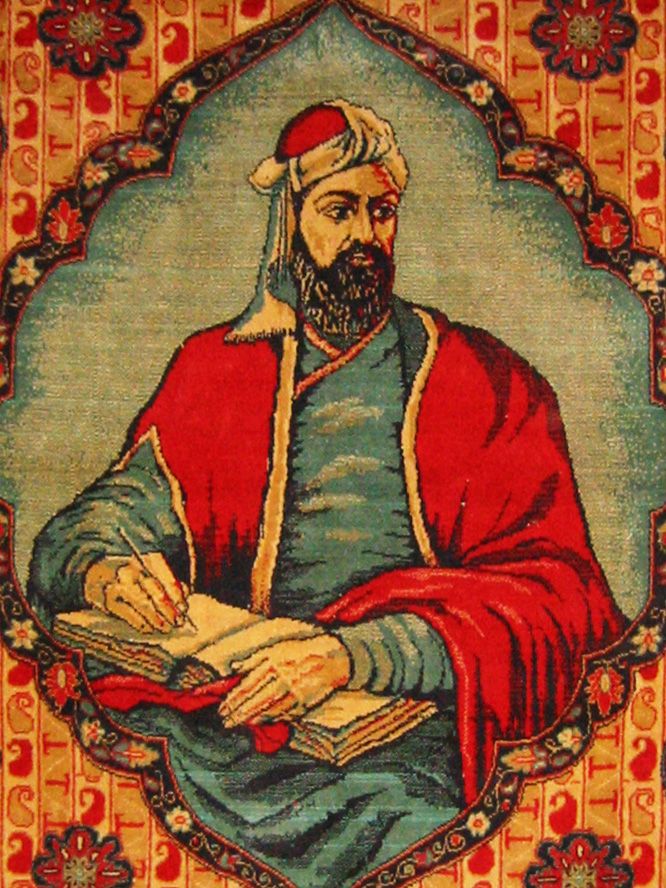
Influencia de la literatura persa y árabe en la literatura azerí.

Las literaturas persa y árabe han tenido una gran influencia en la literatura azerí, especialmente en su fase clásica. Entre los poetas persas que han ejercido una gran influencia se pueden mencionar a Ferdousí, Sanai, Hafez, Nezamí, Sa'di, Attar y Rumi. 
La literatura árabe también ha tenido una influencia notable, especialmente el Corán y el Hadiz. Entre los poetas árabes cuya influencia se ha dejado notar, se debe mencionar sobre todo a Al-Hallaŷ, que ha tenido una amplia influencia en la literatura sufí en el mundo islámico.